# Machniacz
Machniacz – jezioro w woj. warmińsko-mazurskim, w pow. szczycieńskim, w gminie Pasym, na obszarze Pojezierza Olsztyńskiego.

## Dane morfometryczne
Powierzchnia zwierciadła wody według różnych źródeł wynosi od 10,0 ha do 10,3 ha.
Zwierciadło wody położone jest na wysokości 139,5 m n.p.m.
Głębokość maksymalna jeziora wynosi 6,3 m.

## Charakterystyka
Jest to jezioro linowo-szczupakowe, hydrologicznie otwarte na południu poprzez rów łączący z jeziorem Kiełbark.
Jezioro wydłużone z północy na południu z zaokrągloną zatoką w części zachodniej. Wschodni brzeg jeziora wysoki, pozostałe płaskie lub łagodnie wzniesione. Dookoła pola i łąki. Na północy ściśle przylega szosa.
Dojazd ze Szczytna drogą krajową nr 53 w stronę Olsztyna. Jezioro jest po lewej stronie szosy, przy samej wsi Grom.